# Funció gamma múltiple
|  | No s'ha de confondre amb Funció digamma, Funció trigamma, o Funció poligamma. |

En matemàtiques, la funció gamma múltiple ({\displaystyle \Gamma _{N}}) és una generalització de la funció gamma d'Euler i la funció G-Barnes.
La funció gamma doble va ser estudiada per Barnes (1901). Al final d'aquest document s'esmenta l'existència de múltiples funcions gamma, que van ser generalitzades i estudiades en Barnes (1904).
La funció gamma doble ({\displaystyle \Gamma _{2}}) està estretament relacionada amb la funció q-gamma, i la funció gamma triple ({\displaystyle \Gamma _{3}}) està relacionada amb la funció gamma el·líptica.

## Definició
Per a {\displaystyle \Re a_{i}>0}: 
{\displaystyle \Gamma _{N}(w|a_{1},...,a_{N})=\exp \left({\frac {\partial }{\partial s}}\zeta _{N}(s,w|a_{1},...,a_{N})|_{s=0}\right)}
on {\displaystyle \zeta _{N}} és la funció zeta de Barnes (això difereix per una constant de la definició original de Barnes).

## Propietats
Considerada com una funció meromorfa de {\displaystyle w}, {\displaystyle \Gamma _{N}(w|a_{1},...,a_{N})} que no té zeros i que té els pols exactament en els valors de {\displaystyle w=-\sum _{i=1}^{N}n_{i}a_{i}} per a enters no negatius {\displaystyle n_{i}},..., que són pols simples llevat que alguns d'aquests números coincideixen.
Fins a la multiplicació per l'exponencial d'un polinomi, és l'única funció meromorfa d'ordre finit amb aquests zeros i pols.
- {\displaystyle \Gamma _{0}(w|)={\frac {1}{w}}\ ,}
- {\displaystyle \Gamma _{1}(w|a)={\frac {a^{a^{-1}w-{\frac {1}{2}}}}{\sqrt {2\pi }}}\Gamma \left(a^{-1}w\right)\,}
- {\displaystyle \Gamma _{N}(w|a_{1},...,a_{N})=\Gamma _{N-1}(w|a_{1},...,a_{N-1})\Gamma _{N}(w+a_{N}|a_{1},...,a_{N})\ .}

## La funció de doble gamma i la teoria de camp de conformitat
Per a {\displaystyle \Re b>0} i {\displaystyle Q=b+b^{-1}}, la funció 
{\displaystyle \Gamma _{b}(w)={\frac {\Gamma _{2}(w|b,b^{-1})}{\Gamma _{2}\left({\frac {Q}{2}}|b,b^{-1}\right)}}\,}
és invariable a sota {\displaystyle b\to b^{-1}}, i obeeix les relacions
{\displaystyle \Gamma _{b}(w+b)={\sqrt {2\pi }}{\frac {b^{bw-{\frac {1}{2}}}}{\Gamma (bw)}}\Gamma _{b}(w)\quad ,\quad \Gamma _{b}(w+b^{-1})={\sqrt {2\pi }}{\frac {b^{-b^{-1}w+{\frac {1}{2}}}}{\Gamma (b^{-1}w)}}\Gamma _{b}(w)\ .}
Per a {\displaystyle \Re w>0}, té la representació integral
{\displaystyle \log \Gamma _{b}(w)=\int _{0}^{\infty }{\frac {dt}{t}}\left[{\frac {e^{-wt}-e^{-{\frac {Q}{2}}t}}{(1-e^{-bt})(1-e^{-b^{-1}t})}}-{\frac {\left({\frac {Q}{2}}-w\right)^{2}}{2}}e^{-t}-{\frac {{\frac {Q}{2}}-w}{t}}\right]\ .}
Per a la funció {\displaystyle \Gamma _{b}(w)}, és possible definir les dues funcions
{\displaystyle S_{b}(w)={\frac {\Gamma _{b}(w)}{\Gamma _{b}(Q-w)}}\quad ,\quad \Upsilon _{b}(w)={\frac {1}{\Gamma _{b}(w)\Gamma _{b}(Q-w)}}\ .}
Aquestes funcions obeeixen a les relacions 
{\displaystyle S_{b}(w+b)=2\sin(\pi bw)S_{b}(w)\quad ,\quad \Upsilon _{b}(w+b)={\frac {\Gamma (bw)}{\Gamma (1-bw)}}b^{1-2bw}\Upsilon _{b}(w)\,}
a més de les relacions que s'obtenen per {\displaystyle b\to b^{-1}}.
Per a {\displaystyle 0<\Re w<\Re Q} tenen representacions integrals
{\displaystyle \log S_{b}(w)=\int _{0}^{\infty }{\frac {dt}{t}}\left[{\frac {\sinh \left({\frac {Q}{2}}-w\right)t}{2\sinh \left({\frac {1}{2}}bt\right)\sinh \left({\frac {1}{2}}b^{-1}t\right)}}-{\frac {Q-2w}{t}}\right]\ ,}
{\displaystyle \log \Upsilon _{b}(w)=\int _{0}^{\infty }{\frac {dt}{t}}\left[\left({\frac {Q}{2}}-w\right)^{2}e^{-t}-{\frac {\sinh ^{2}{\frac {1}{2}}\left({\frac {Q}{2}}-w\right)t}{\sinh \left({\frac {1}{2}}bt\right)\sinh \left({\frac {1}{2}}b^{-1}t\right)}}\right]\ .}
Les funcions {\displaystyle \Gamma _{b},S_{b}} i {\displaystyle \Upsilon _{b}} apareixen en funcions de correlació de la teoria de camp de conformitat bidimensional, amb el paràmetre {\displaystyle b} estant relacionat amb la càrrega central de l'àlgebra de Virasoro subjacent. En particular, la funció de tres punts de la teoria de Liouville està escrita en funció de la funció {\displaystyle \Upsilon _{b}}.